# Ne légy barom, míg iszod a dzsúszod a gettóban
A Ne légy barom, míg iszod a dzsúszod a gettóban (eredeti cím: Don't Be a Menace to South Central While Drinking Your Juice in the Hood) 1996-ban bemutatott amerikai bűnügyi dráma-paródiafilm, melyet elsőfilmes rendezőként Paris Barclay rendezett. A főbb szerepekben a forgatókönyvet is jegyző Shawn Wayans és Marlon Wayans látható, a film producere pedig testvérük, Keenan Ivory Wayans volt. 
Akárcsak korábbi filmjük, a Nyasgem!, ez is az afroamerikai gettólakó tinédzserek felnövéstörténetét bemutató filmek kifigurázása. Többek között a Hosszú lé, a Dzsungelláz, a Békétlen zóna, a Megoldatlan egyenletek, a Szemet szemért, a Hazug igazság, a New Jack City, a Halott pénz, a Végre péntek, a Harlemi ziccer, de főként a Fekete vidék és a Veszélyes elemek paródiája. A film eredeti címe is ezeknek a filmeknek az angol nyelvű címéből származik, ráadásul egyes színészek a kifigurázott filmekből is felbukkannak, hasonló szerepben.
Az Egyesült Államokban 1996. január 12-én mutatták be a mozikban, Magyarországon ugyanebben az évben jelent meg. Magyarul három film is kapott olyan címet, amelyek úgy tűnnek, mintha folytatások lennének, ám nincs közük ehhez a filmhez: Ne légy barom 2. (1996), Ne légy barom 3. – Miközben skubizzák a csajok a brifkódat (1997) és Ne légy barom 4. (1997).

## Cselekmény
Hamutartót az anyja visszaviszi az apjához, hogy éljen vele együtt a gettóban. Ki akar törni ebből a világból, ahol legjobb barátja és unokatestvére, a kissé kattant Lődög, a füvet szívó nagyszájú nagyanyja, a még nála is fiatalabb apja, a rasszista Duma és a kerekesszékhez kötött Vadlábú veszik körül. Egy buliban beleszeret Dashikibe, akinek már hét gyereke van, és aki szintén el akarja hagyni a gettót, ami felbőszíti Fogpiszkát, a börtönből nemrég szabadult bandavezért, aki korábban udvarolt a nőnek. Amikor Hamutartó és Lődög elmennek a boltba egy kis nassolnivalóért, Fogpiszka és bandája nekik támad, de Lődög elijeszti őket az autója hátuljába épített rakétával.
Ezután a boltban a koreai tulajdonos házaspár árgus szemekkel figyeli őket, mert azt hiszik, hogy lopni akarnak. Amikor aztán az anyjára tesznek megjegyzést, Lődög lövöldözni kezd. Aztán egy rejtélyes fehér kormányzati figura (aki előzőleg kipakolta a fél boltot) lövésétől a boltosok meghalnak, majd odadobja nekik a fegyvert (rájuk terelve a gyanút), és elmenekül.
Ezután elviszik a nagyit a templomba, ahol egy másik idős hölgy megjegyzéseket tesz rá, ezért breaktánc-párbajra kerül sor.
Hamutartó meglátogatja Dashikit, lefekszik vele, majd szinte azonnal a közösülés után Dashiki közli vele, hogy terhes. Mivel nem érzi magát elég érettnek az apasághoz, Dashiki kidobja őt. Fogpiszka bandájából valaki beléjük köt, majd Lődög és Duma szó szerint laposra verik az illetőt. Félvén a bosszútól, a gettó legrégebbi vagányától, Ósulitól kérnek segítséget. Ez a taktika nem jön be, mert Fogpiszka és haverjai lövöldözést rendeznek, amiben Vadlábú is megsérül. Míg kórházban van, Hamutartót és Lődögöt letartóztatják, a korábbi bolti lövöldözés miatt. Amikor kiengedik, Hamutartó úgy érzi, mégis készen áll az apaságra és megvallja ezt Dashikinek. A nő ad neki még egy esélyt és eltervezik, hogy tényleg elhagyják a gettót.
Este buliba mennek, ahová Hamutartó apja nem mehet el, mert túl fiatal hozzá, így a fia esti mesét olvas neki egy pornómagazinból. A buliban Lődög megismeri Keishát, aki elég félénk, ezért meginvitálja a kocsija hátsó traktusába, ahol szexre próbál a rávenni. Alkohol hatására a lány egy démoni szörnyeteggé változik, letépi a ruhát Lődögről és szexre kényszeríti.
Miközben Hamutartó a gettó elhagyását tervezi, Fogpiszka és bandája a bosszúra készül. Újabb lövöldözésre kerül sor, amiben Hamutartó is megsérül. Lődög és Fogpiszka egymást lövik, a helyzetet pedig a nagyi menti meg, aki leszedi Fogpiszkát. Hamutartó sérülései nem súlyosak, Fogpiszkát viszont megtalálja az anyja és elkezdi verni, amiért lopott tőle korábban, majd letartóztatják.
A film végén kiderül a karakterek későbbi sorsa: Hamutartó és Dashiki összeházasodtak, Lődög mocskos szövegekkel teli varietéműsort vezetett a tévében, Duma összeköltözött egy lakókocsiban egy fehér nővel, Vadlábú álma teljesült és balett-táncos lett, a nagymama pedig még mindig füvet szívott.

## Szereplők
- Shawn Wayans mint Hamutartó (magyar hangja Kerekes József): a történetmesélő főhős, aki megpróbál kitörni abból a környezetből, ahol él. Anyja rögtön a film elején a gettóba küldi az apjához, hogy az férfit faragjon belőle. Karaktere a "Fekete vidék"-ből Tre Styles, a "Békétlen zóna" című filmből Bobby Johnson, és a "Veszélyes elemek"-ből Caine Johnson paródiája.
- Vivica A. Fox mint Hamutartó anyja (magyar hangja Urbán Andrea): egy rövid, a film elején látható szerepben, amit a filmben azzal indokolnak, hogy az ilyen filmekben nincsenek pozitív fekete női karakterek. A karakter Reva Devereaux-Styles paródiája a "Fekete vidék" című filmből.
- Lahmard Tate mint Hamutartó apja (magyar hangja Stohl András): elvileg az apamodellt kellene fia elé állítania, de mégsem szolgál sosem felelősségteljes tanáccsal. Hamutartó azt állítja a filmben, hogy csak kicsivel idősebb, mint ő, ezzel szemben folyamatosan úgy állítják be, mintha még nála is fiatalabb lenne. A karakter Furious Styles paródiája a "Fekete vidék" című filmből.
- Marlon Wayans mint Lődög (magyar hangja Kálid Artúr): Hamutartó unokatestvére, fegyvermániás drogdíler, kissé pszichotikus személyiségjegyekkel. Egy postáskocsit vezet, aminek a raktere tele van fegyverekkel, közte egy ballisztikus rakétával. Karaktere a "Veszélyes elemek" O-Dogjára, a "Hazug igazság" Lucky-jára, és a "Fekete vidék" Doughboy-ára épít.
- Helen Martin mint a nagyi (magyar hangja Fodor Zsóka): egy nagyszájú, füvet szívó, templomba járó idős asszony.
- Chris Spencer mint Duma (magyar hangja Dózsa Zoltán): Hamutartó barátja, aki korábban politikai aktivista volt, de most már szimplán csak meghülyült. Rasszizmus elleni fellépése ellenére ő maga is rasszista és különösen vonzódik a fehér lányokhoz. A karakter a "Veszélyes elemek" Sharif-jának és a "Békétlen zóna" Alijának a paróiája.
- Suli McCullough mint Vadlábú (magyar hangja Zalán János): Hamutartó barátja, aki egy korábbi utcai lövöldözés miatt mindkét lábára megbénult. Ennek ellenére az az álma, hogy profi táncos lesz. A karakter a "Fekete vidék" Chris-ének paródiája.
- Tracey Cherelle Jones mint Dashiki (magyar hangja Farkasinszky Edit): Hamutartó szerelme. Tipikus "gettóbeli anya", hét gyereke van hét különböző apától, és a környéken szinte mindenkivel lefeküdt már. A karakter a "Veszélyes elemek" Ronnie.jának, a "Hazug igazság" Justice-ának, és a "Fekete vidék" Brandi-jének paródiája.
- Isaiah Barnes mint Dugó (magyar hangja Szvetlov Balázs): Dashiki legidősebb gyereke, az egyetlen, akinek több sor is jut a filmben. Fegyvert ránt Hamutartóra, amikor veszít ellene egy játékban. Amikor elmondja Hamutartónak, hogy a fegyverhasználatot rajzfilmekből és gettófilmekből tanulta, az azt mondja neki, hogy ők ketten veszélyeztetett faj – nem azért, mert veszélyben van az életük, hanem mert a rapperek lenyúlják a főszerepeket előlük. A karakter a "veszélyes elemek" Anthony-jának paródiája.
- Darrell Heath mint Fogpiszka (magyar hangja Szokol Péter): Dashiki korábbi fiúja, egy bandavezér, aki nemrég szabadult a börtönből, és még mindig úgy viselkedik, mintha bent lenne. Amikor megtudja, hogy Hamutartó beleszeretett Dashikibe, bosszút esküszik. Karaktere Ferris és DoughBoy paródiája a "Fekete vidék"-ből valamint Ilena unokatestvéréé a "Veszélyes elemek"-ből.
- Antonio Fargas mint Ósuli (magyar hangja Varga Tamás): Hamutartóék barátja, a környékbeli bandatagok közül a legrégebben él a gettóban.
- Bernie Mac mint öngyűlölő rendőr (magyar hangja Karácsonyi Zoltán): Hamutartó és Lődög letartóztatásakor van jelen és egy hosszú monológban adja elő, mennyire utálja a feketéket. A karakter Coffey rendőr paródiája a "Fekete vidék" című filmből.
- Terri J. Vaughn mint Keisha (magyar hangja Madarász Éva): félénk lány, akit Lődög ismer meg egy buliban. Amikor megpróbálja behálózni és lefeküdni vele, a lány egy ijesztő démonná változik, aki szexre kényszeríti őt. A karakter az 1974-es Abby című horrorfilm főszereplőjének paródiája.
- Benjamin N. Everitt mint rejtélyes fehér fickó (magyar hangja Bozsó Péter): fehér férfi vörös hajjal és szemüveggel, aki előbb kipakol egy boltot, míg a koreai tulajdonosok Hamutartóra és Lődögre figyelnek, majd a lövöldözés során egy golyóval kilövi a lámpatestet, ami rázuhan a házaspárra és meghalnak. Ezután odadobja a fegyverét Lődögéknek, majd az egyik kesztíújét is leveti, ezután lehúzza a nevüket egy listáról, amelyen bűncselekmény elkövetésével megvádolandó emberek (köztük O.J. Simpson) is szerepel.
- Keith Morris mint Dave a kokós (magyar hangja Fesztbaum Béla): egy drogos, aki hajlandó bárkit orálisan kielégíteni egy kis útbaigazításért. A karakter a "Veszélyes elemek" Basehead-jének paródiája.
- Keenen Ivory Wayans mint a postás: alkalmanként jelenik meg a filmben, és csak annyit mond: "Üzenet!", valahányszor valamilyen morális tartalmú kijelentés hangzik el a filmben.
- LaWanda Page mint Ósuli anyja (magyar hangja Bókai Mária)
- Virginia Watson mint Lődög anyja (magyar hangja Kocsis Mariann)
- Alex Thomas mint Nagy Kutya (magyar hangja Viczián Ottó)
- Paula Jai Parker mint "Csöcs" (magyar hangja Biró Anikó)

## Fogadtatás
A film üzletileg sikeresnek mondható, közel 4 milliós költségvetését ötszörösen hozta vissza. Kritikailag már ez kevésbé mondható el, többnyire negatív véleménnyel voltak róla a kritikusok, akik 31%-ra értékelték a Rotten Tomatoes-on (a nézők 80%-os értékelésével szemben). Magyarországon az 1990-es évek végén videokazettán terjedt a film, ennek köszönhetően tett szert kisebb kult-státuszra.

## Fordítás
Ez a szócikk részben vagy egészben  a   Don't Be a Menace to South Central While Drinking Your Juice in the Hood című angol Wikipédia-szócikk ezen változatának fordításán alapul.  Az eredeti cikk szerkesztőit annak laptörténete sorolja fel. Ez a jelzés csupán a megfogalmazás eredetét és a szerzői jogokat jelzi, nem szolgál a cikkben szereplő információk forrásmegjelöléseként.